# سلیم خان افشار قرقلو
سلیم خان قرخلو (قرقلو) از سرداران نظامی ایران در دوره افشاریان بود. سلیم خان در زمان حکومت ابراهیم شاه افشار قدرت یافت و نبردهای متعددی برای حفظ موقعیت ابراهیم شاه کرد.

## جنگ ها
سلیم خان در حوالی بروجرد با کائید کلب علی به جنگ پرداخت. در کتاب مجمل التواریخ چنین آمده است:
بعد از صف آرائی، کلب علی خود هم باچند نفر توسن جلادت را در میدان حرب بجولان درآورده از جانب سردار هم جمعی به میدان آمده حرب صعبی اتفاق افتاد که دوست و دشمن بر کائید تحسین و آفرین کردند نزدیک به آن رسید که پای ثبات و قرار لشکر سردار از جا به در رود که گلوله ای به اسب کلب علی رسیده با اسب درغلطید. سردار با لشکر خود یکبار تکاورانگیز گشته تاخت بر او و لشکرش آورده کلب علی خود بقید کمند غازیان سردار گرفتار گردیده سپاه او که برهنه پایان وادی نادانی بودند قتیل سیف غازیان سردار و بقیةالسیف راه اوطان خود پیمودند.
.
در نهایت در این نبرد، کائید کلبعلی به اسارت درآمد و به نزد سلیم خان برده و در آنجا گردن زده شد.